# 木下優樹菜
木下優樹菜（1987年12月4日—）是日本的女模特兒、歌手及演员，歌手组合Pabo和aladdin的成员。出身於東京都葛飾區，澁谷高等學院卒業，經紀公司為白金製作（プラチナムプロダクション）。

## 個人經歷
木下優樹菜家中有兩位姐姐。2001年十三歲時曾參加早安少女組第五期徵選，但在最終徵選時未能在9人之中出線，自此和當時被入選的高橋愛深交。
2006年，在澀谷被星探發掘，並簽入現在的經紀公司。2007年，成為泳裝專賣店三愛的代言女郎，並開始投入寫真偶像的工作，後來更因為成為富士電視台猜謎節目QUIZ! HEXAGON II的固定班底而打開知名度。其打招呼時用的口頭禪「Choris」（チョリース）在青少年間非常流行，也入選2008年日本新語、流行語大賞。同年，開始在少女雜誌《PINKY》擔任3個月的實習模特兒，到5月號成為其專屬模特兒。同年首次以女演員身份初次亮相於日劇（81diver）中。
2010年8月31日，與年長17歲的搞笑組合FUJIWARA成員藤本敏史宣布已註冊結婚，並於該年的12月舉行婚禮。在2012年懷孕，懷孕期間取得牙醫助手資格。
2012年8月6日下午，誕下一名接近6磅的女嬰。
2019年10月，因親姊與打工的珍珠奶茶店家薪水糾紛，木下優樹菜介入並傳送恐嚇訊息威脅店家負責人，事後證實姊姊誤會店家未全額給付薪資，事實上店家已在第一時間結清所有款項並匯入其親姊帳戶。
2019年11月18日，木下優樹菜於 Instagram 向其恐嚇的珍珠奶茶店發布道歉啟事，並宣布暫時停止所有演藝活動。
2019年12月31日與藤本敏史離婚，結束9年婚姻，兩個女兒的撫養權歸木下優樹菜。
2020年7月1日由其所屬經紀公司宣布復出。
2020年7月6日因輿論壓力宣布退出演藝圈。

## 出演

### 電視劇
- 81diver（2008年5月3日 - 2008年7月19日、富士電視台系）- 月島みさき役
- 料理仙姬（2008年5月27日、日本電視台系）- カオリ役（第六話）
- お台場探偵羞恥心 ヘキサゴン殺人事件（2008年8月6日、富士電視台系）- 本人役
- 毛骨悚然撞鬼經驗 夏の特別編2008「着信履歴」（2008年8月26日、富士電視台系） - 本人役
- MR.BRAIN（2009年5月23日 - 2009年7月11日、TBS系） - 清掃のお姉さん役
- 烏龍派出所 （2009年8月15日、TBS系） - 地元のヤンキー役（第3話）

### 電影
- 20世紀少年（2008年）- 渋谷のギャルの1人 役
- 劇場版ペンギンの問題 幸せの青い鳥でごペンなさい（2009年） - ユッキース 役（聲優）
- 見習神仙精靈 引發奇蹟吧♪特普露與心跳神仙精靈界！ -帕比比娜

## 團體
與和（Suzanne）組成組合Pabo，於2007年9月26日發行單曲

## 外部連結
- 木下優樹菜官方網站
- （手機版官方網站）
- 木下優樹菜官方部落格 （页面存档备份，存于）
- 木下優樹菜 album
- 映画「ヒミツのここたま」ゲスト声優に木下優樹菜！ （页面存档备份，存于）

1. ↑  . . 2013-05-25  [2024-11-18]. BS朝日. （原始内容存档于2023-10-11）.
2. ↑  . RBB TODAY. 2012-10-18  [2014-07-03]. （原始内容存档于2023-10-11）.
3. ↑  ETtoday. .   [2021-10-11]. （原始内容存档于2021-10-29）.